# Chipkill
Chipkill（チップキル）はIBMの商標であり、ECCより進んだメモリ技術である。単一のメモリチップの破損および単一のメモリチップのあらゆる部分におけるマルチビットのエラーからコンピューターシステムを保護できる。ハミング符号化されたECCワードを複数のメモリチップに渡り分散するこの機能を達成するためのシンプルな仕組みであり、これによりあらゆる単一のメモリチップの破損による影響はひとつのワード中のECCビットにとどまるだろう。これによりメモリ上の内容は１つのチップの完全な損失にもかかわらず再構築することができる。典型的な実装にはより進んだ符号が用いられる。例を上げればBCH符号で、複数のビットをより少ないオーバーヘッドで訂正できる。サン・マイクロシステムズによる同等のシステムはExtended ECCと呼ばれる。ヒューレット・パッカードによる同等のシステムはSDDCと呼ばれる。
Chipkillはしばしば動的ビット退避(dynamic bit-steering)と組み合わされる。あるチップが損失あるいはビットエラーを引き起こしたとき、別の、スペアのメモリチップが使われ、損失したチップに置き換えられる。この概念はRAIDと類似している。これはディスクの損失から保護するものであり、単一のメモリチップに適用されるという点を除いて同じである。この技術はIBMにより1990年代初頭、あるいは半ばに開発された。重要なRASの機能として、ChipkillテクノロジーはSSDやメインフレームや中規模Unix、Linuxサーバーで用いられる。

## 参照
- Timothy J. Dell, A White Paper on the Benefits of Chipkill-Correct ECC for PC Server Main Memory, (1997), IBM 電子部門.
- Intel E7500 Chipset MCH Intelx4 Single Device Data Correction (x4 SDDC) Implementation and Validation, Intel Application note AP-726, August 2002.